# Georgi Abadschiew (Offizier)
Georgi Kirow Abadschiew (bulgarisch Георги Киров Абаджиев; * 22. Juli 1859 in Stara Sagora; † 21. Februar 1940 in Sofia) war ein Generalleutnant der Streitkräfte im Zarentum Bulgarien, der unter anderem während des Ersten Weltkrieges zwischen 1915 und 1917 Kommandeur der 12. Infanteriedivision war.

## Leben
Georgi Kirow Abadschiew nahm zwischen 1877 und 1878 als Angehöriger der 7. Milizkompanie am Russisch-Osmanischen Krieg teil und absolvierte im Anschluss als Angehöriger des ersten Jahrgangs an der Militärschule in Sofia eine Ausbildung zum Offizier, die er am 10. Mai 1879 als Fähnrich abschloss. Nach seiner Beförderung zum Leutnant im November 1879 wurde er Zugführer der 5. Milizschwadron in Ostrumelien. In der Folgezeit wurde er während verschiedener anderer Verwendungen am 9. September 1885 zum Hauptmann sowie am 17. April 1887 zum Major befördert. 1888 wurde ihm das Ritterkreuz sowie 1891 das Offizierskreuz des St. Alexander-Ordens verliehen. Ferner erfolgte am 8. Februar 1891 seine Beförderung zum Oberstleutnant. Nach seiner Beförderung zum Oberst am 14. Februar 1900 wurde er Kommandeur des 21. Infanterieregiments und 1901 erhielt er ferner den Orden für Verdienste. Er war ferner Kommandeur des 18. Infanterieregiments und bekam 1905 den Orden für militärische Verdienste verliehen. Er fungierte auch als Kommandeur der 2 Brigade der 7. Infanteriedivision und erhielt 1909 die Erinnerungskreuz an die Unabhängigkeit Bulgariens 1908.
Am 27. März 1910 übernahm Georgi Abadschiew den Posten als Kommandeur der 1. Brigade der 5. Infanteriedivision, mit der er zwischen 1912 und 1913 an den Balkankriegen teilnahm. Hierfür wurde er 1913 mit dem Militärorden für Tapferkeit ausgezeichnet sowie am 14. September 1913 zum Generalmajor befördert. Während des Ersten Weltkrieges war er zwischen November 1915 und 1917 Kommandeur der 12. Infanteriedivision und wurde 1917 Kommandant der Festung Burgas. Darüber hinaus wurde er auch zum Kommandeur des St. Alexander-Ordens ernannt. 
Gemeinsam mit seinem jüngeren Bruder Stefan Kirow Abadschiew, der 1906/1907 und 1912/1913 Rektor der Universität Sofia sowie Mitglied der Akademie der Wissenschaften war, war er Vormund des Dichters, Dramatikers und Romanciers Kiril Christow. Am 14. Mai 1937 wurde dem fast 78-jährigen Abadschiew der Dienstgrad eines Generalleutnants verliehen.